# Jelenca
Jelenca je kraška jama v jugovzhodni Sloveniji, in sicer v občini Straža. Nahaja se na desnem bregu reke Krke blizu Vavte vasi.
Je položna, vodoravna in prehodna jama, dolga 73 metrov. Ima nizek vhod, ki se nato razširi v večjo sobano. Na koncu dvorane je velik kapniški steber. Mimo stebra se pot jame oža in niža, iz česar je tudi razvidno, da je jama zasipana. 
Po stari zgodbi naj bi nek lovec izpustil psa v jamo in ta naj bi po ozkih predorih prikobacal vse do jame Straško brezno na Drganjih selih, kjer so nato slišali njegov lajež in ga potegnili iz brezna. Te zgodbe ni mogoče potrditi, vendar nam razodeva, da je bila morda jama včasih precej večja in bolj prehodna kot danes. Podor se je najverjetneje zgodil zaradi gradnje ceste Vavta vas-Drganja sela, v sklopu katere so minirali skale na poti.
Nastala je zaradi ponikalnice Globočca, ki večkrat ponikne v gozdu in na travniku. Globočec je tudi stvarnik jame Karlovec, Dihalnika pri Jelenci, Vodnega brezna, Bruhalnika Karlovac in ostalih manjših občasnih ponorov, ki nastanejo na okoliških travnikih. 
Uradno je bila raziskana leta 1976.